# Championnats d'Océanie d'athlétisme 2011
Navigation
Édition précédente Édition suivante
La 1re édition des Oceania Regional Championships qui constituent également la 11e édition des Championnats d'Océanie d'athlétisme (en anglais, 2011 Oceania Athletics Championships) se déroule à Apia, aux Samoa, du 21 au 23 juin 2011. Des changements significatifs au format de la compétition qui se veut désormais annuelle, régionale et basée sur deux divisions (occidentale et orientale) et qui compte 35 épreuves, 18 pour hommes et 17 pour femmes, marquent une rupture par rapport aux précédentes éditions.

## Résultats

### Division orientale
| Épreuve                       | Or                                                                        | Or                        | Argent                                                           | Argent                  | Bronze                                                              | Bronze                  |
| ----------------------------- | ------------------------------------------------------------------------- | ------------------------- | ---------------------------------------------------------------- | ----------------------- | ------------------------------------------------------------------- | ----------------------- |
| 100 m (vent : +1.2 m/s)       | Banuve Tabakaucoro (FIJ)                                                  | 10 s 46                   | Lepani Naivalu (FIJ)                                             | 10 s 82                 | Andy Lui (TGA)                                                      | 10 s 82                 |
| 200 m (vent : +1.9 m/s)       | Banuve Tabakaucoro (FIJ)                                                  | 21 s 01                   | Lepani Naivalu (FIJ)                                             | 22.14                   | Cameron French (NZL)                                                | 22.21                   |
| 400 m                         | Benjamino Maravu (FIJ)                                                    | 47 s 93                   | Siuloga Viliamu (SAM)                                            | 50.78                   |                                                                     |                         |
| 800 m                         | Varasiko Toge Tomeru (FIJ)                                                | 1 min 55 s 02             | Rick Mou (PYF)                                                   | 2:06.10                 | Jezmond Papu (ASA)                                                  | 2:43.65                 |
| 1 500 m                       | Varasiko Toge Tomeru (FIJ)                                                | 4 min 20 s 69             | Rick Mou (PYF)                                                   | 4:23.58                 |                                                                     |                         |
| 5 000 m                       | Nordine Benfodda (NCL)                                                    | 15:39.61                  | Francky Maraetaata (PYF)                                         | 17:04.38                | Sébastien Guesdon (NCL)                                             | 17:20.27                |
| 10 000 m                      | Nordine Benfodda (NCL)                                                    | 33:08.99                  | Francky Maraetaata (PYF)                                         | 35:12.90                |                                                                     |                         |
| 110 m haies (vent : -1.4 m/s) | Ah Chong Sam Chong (SAM)                                                  | 17 s 30                   | Darren Tinai (SAM)                                               | 17.87                   |                                                                     |                         |
| 400 m haies                   | Cameron French (NZL)                                                      | 54 s 25                   | Phil Simms (NZL)                                                 | 54.42                   | Roy Ravana (FIJ)                                                    | 56.69                   |
| Saut en hauteur               | Raihau Maiau (PYF)                                                        | 2,02 m                    | Daniel Griffiths (NFK)                                           | 1.70m                   |                                                                     |                         |
| Saut en longueur              | Raihau Maiau (PYF)                                                        | 7,58 m (vent : -4.3 m/s)  | Ryan Howe (NZL)                                                  | 7.22m (wind: -0.2 m/s)  | Okilani Tinilau (TUV)                                               | 7.02m (wind: -0.6 m/s)  |
| Triple saut                   | Scott Thomson (NZL)                                                       | 14,39 m (vent : +0.8 m/s) | Raihau Maiau (PYF)                                               | 14.29m (wind: +1.8 m/s) | Okilani Tinilau (TUV)                                               | 13.61m (wind: -1.1 m/s) |
| Lancer du poids               | Emanuele Fuamatu (SAM)                                                    | 17,79 m                   | Shaka Sola (SAM)                                                 | 15.29m                  | Hau I Hetesi Sakalia (TGA)                                          | 12.53m                  |
| Lancer du disque              | Shaka Sola (SAM)                                                          | 43,10 m                   | Emanuele Fuamatu (SAM)                                           | 42.14m                  | JiNam Hopotoa (NIU)                                                 | 38.97m                  |
| Lancer du marteau             | Emanuele Fuamatu (SAM)                                                    | 46,70 m                   | Shaka Sola (SAM)                                                 | 36.04m                  |                                                                     |                         |
| Lancer du javelot             | Ben Langton-Burnell (NZL)                                                 | 59,65 m                   | Franco Patu (SAM)                                                | 57.56m                  | Michael Jackson (NIU)                                               | 49.04m                  |
| 4 x 100 m                     | Fidji Benjamino Maravu Lepani Naivalu Roy Ravana Banuve Tabakaucoro       | 41 s 71                   | Nouvelle-Zélande Ryan Howe Zac Topping Cameron French Phil Simms | 42.41                   | Samoa Siuloga Viliamu John Bosco Stowers Pesamino Ivo Wayne Aimaasu | 43.84                   |
| 4 x 400 m                     | Fidji Roy Ravana Benjamino Maravu Varasiko Toge Tomeru Banuve Tabakaucoro | 3 min 17 s 62             | Nouvelle-Zélande Phil Simms Ryan Howe Zac Topping Cameron French | 3:28.30                 | Samoa Siuloga Viliamu Titi Fiaalii Jack Matoka Fred Peni            | 3:36.44                 |

### Division occidentale
| Épreuve                       | Or                                                               | Or                        | Argent                 | Argent                  | Bronze                 | Bronze                  |
| ----------------------------- | ---------------------------------------------------------------- | ------------------------- | ---------------------- | ----------------------- | ---------------------- | ----------------------- |
| 100 m (vent : +0.7 m/s)       | Kupun Wisil (PNG)                                                | 10 s 96                   | Roman Cress (MHL)      | 11.10                   | Jimmy Noklam (VAN)     | 11.32                   |
| 200 m (vent : +0.8 m/s)       | Roman Cress (MHL)                                                | 22 s 54                   | Reginald Monagi (PNG)  | 23.31                   | Rodman Teltull (PLW)   | 23.37                   |
| 400 m                         | Mowen Boino (PNG)                                                | 48 s 05                   | Ethan Millward (AUS)   | 49.18                   | David Benjimen (VAN)   | 49.30                   |
| 800 m                         | Arnold Sorina (VAN)                                              | 1 min 54 s 64             | Kevin Kapmatana (PNG)  | 1:56.12                 | Michael Gaitan (GUM)   | 2:03.54                 |
| 1 500 m                       | Derek Mandell (GUM)                                              | 4 min 4 s 59              | Michael Gaitan (GUM)   | 4:20.95                 | Joshua Illustre (GUM)  | 4:47.17                 |
| 5 000 m                       | Kupsy Bisamo (PNG)                                               | 16 min 12 s 94            | Philip Nausien (VAN)   | 16:23.37                | Masick Tena (SOL)      | 16:35.75                |
| 10 000 m                      | Kupsy Bisamo (PNG)                                               | 33 min 18 s 95            | Philip Nausien (VAN)   | 34:39.85                | Chris Votu (SOL)       | 35:14.97                |
| 3 000 m steeple               | Chris Votu (SOL)                                                 | 10 min 23 s 12            | Philip Nausien (VAN)   | 10:45.95                |                        |                         |
| 110 m haies (vent : -1.4 m/s) | Reginald Monagi (PNG)                                            | 16 s 40                   | Michael Herreros (GUM) | 17.31                   | Clayton Kenty (NMI)    | 17.43                   |
| 400 m haies†                  | Mowen Boino (PNG)                                                | 51 s 88                   | David Benjimen (VAN)   | 52.94                   |                        |                         |
| Saut en hauteur               | Joshua Hall (AUS)                                                | 2,19 m                    | David Jessem (PNG)     | 1.99m                   | Reginald Monagi (PNG)  | 1.85m                   |
| Saut à la perche              | Reginald Monagi (PNG)                                            | 3,20 m                    |                        |                         |                        |                         |
| Saut en longueur              | Boitu Baiteke (KIR)                                              | 6,52 m (vent : -3.6 m/s)  | Reginald Monagi (PNG)  | 6.03m (vent : -1.5 m/s) | Jonavin Ichihara (NMI) | 5.66m (vent : -0.7 m/s) |
| Triple saut                   | Boitu Baiteke (KIR)                                              | 13,90 m (vent : +0.5 m/s) |                        |                         |                        |                         |
| Lancer du poids               | Joseph Dabana (NRU)                                              | 14,16 m                   |                        |                         |                        |                         |
| Lancer du disque              | Mitchell Cooper (AUS)                                            | 45,51 m                   | Drew Potts (AUS)       | 36.28m                  | Reginald Monagi (PNG)  | 33.03m                  |
| Lancer du javelot             | Reginald Monagi (PNG)                                            | 44,54 m                   | Emelido Digno (MHL)    | 39.10m                  |                        |                         |
| 4 x 400 m                     | Vanuatu Arnold Sorina Philip Nausien Jimmy Noklam David Benjimen | 3 min 23 s 23             |                        |                         |                        |                         |

†:  Nathan McConchie (AUS) est classé 4e en 59 s 59, mais le nom du troisième n’est pas connu.